# Dorosuchus neoetus
Dorosuchus neoetus Sennikov, 1989 è un rettile estinto, appartenente agli arcosauriformi. Visse nel Triassico medio (Anisico, circa 245 milioni di anni fa) e i suoi resti fossili sono stati ritrovati in Russia.

## Descrizione
Questo animale è noto per alcuni fossili, ritrovati principalmente su un singolo blocco di siltite ritrovato nella località nota come Berdyanka I, nella regione di Orenburg (Russia). I fossili comprendono ossa delle zampe e del bacino, vertebre sacrali e caudali e una scatola cranica. I fossili appartengono a quattro diversi individui, conosciuti però in modo frammentario. In un'altra località della stessa regione è stato rinvenuto un ilio parziale. L'aspetto di Dorosuchus doveva essere abbastanza simile a quello del meglio noto Euparkeria, con il quale condivide alcune caratteristiche delle zampe e del cinto pelvico: Dorosuchus doveva essere un piccolo rettile non più lungo di un metro, dotato di forti arti posteriori che forse potevano permettergli un'andatura con il corpo sollevato dal terreno.

## Tassonomia
Dorosuchus venne inizialmente descritto nel 1989 e classificato tra gli euparkeriidi, una famiglia di arcosauriformi primitivi ben conosciuta grazie a Euparkeria del Sudafrica. Nel corso degli anni, altri generi sono stati ascritti a questa famiglia, tra cui Turfanosuchus, Halazhaisuchus e Wangisuchus. Tuttavia, gran parte di questi animali sono poi stati esclusi dalla famiglia sulla base di caratteristiche anatomiche differenti, soprattutto nella caviglia (Turfanosuchus e Wangisuchus), oppure sono basati su resti troppo frammentari per poter essere assegnati a una famiglia di arcosauriformi in particolare (Halazhaisuchus e lo stesso Wangisuchus). Sono stati inoltre posti dei dubbi sull'effettiva appartenenza di Dorosuchus agli euparkeriidi, a causa della mancanza di caratteristiche che ne definiscano una chiara classificazione (Gower e Sennikov, 2003); in ogni caso, alcuni studi considerano Dorosuchus un euparkeriide, insieme a Euparkeria e Osmolskina (Borsuk−Białynicka e Evans, 2009). 